# 창원시의 향토문화유산
창원시의 향토문화유산은 다음 각 호의 어느 하나에 해당하는 것을 말한다.
1. 「문화재보호법」 또는 「경상남도 문화재보호 조례」에 따라 문화재로 지정되지 아니한 것으로서 역사적, 학술적, 경관적 가치가 있는 것과 이에 준하는 유·무형의 자료
2. 향토문화유산으로서 보존가치가 있을 것으로 기대되는 유산
3. 향토문화, 토속, 풍속을 연구하는데 필요한 자료

## 참고 문헌
- 창원시 홈페이지 - 고시/공고